# Ubaldo (biskup Sabiny)
Ubaldo (zm. 1094) – kardynał-biskup Sabiny od 1063 roku. Był pierwszym biskupem Sabiny będącym jednocześnie kardynałem Świętego Kościoła Rzymskiego; diecezja Sabina zastąpiła wówczas diecezję Velletri w gronie diecezji suburbikarnych.

## Życiorys
Na temat jego pochodzenia nic bliżej nie wiadomo. Po raz pierwszy jest poświadczony w październiku 1063 w rejestrze opactwa Farfa leżącego w diecezji Sabina. Był bliskim współpracownikiem „reformatorskich” papieży Aleksandra II (1061-73), Grzegorza VII (1073-85), Wiktora III (1087) i Urbana II (1088-99). Podpisywał bulle papieskie między 6 maja 1065 a 6 lutego 1094. Uczestniczył w papieskich elekcjach w 1073, 1086 i 1088. W okresie schizmy antypapieża Klemensa III (1084-1100) utracił kontrolę nad swoją diecezją, gdzie rządy przejął mianowany przez Klemensa III kardynał Regizzone. Po raz ostatni jest poświadczony 5 kwietnia 1094 w Rzymie; prawdopodobnie niedługo potem zmarł.